# Каймак
Каймак (на турски: Kaymak) е млечен продукт с мек, кремообразен състав, бледо жълтеникав цвят и сладко-кисел вкус.
Традиционно се произвежда на Балканския полуостров.
В България с името каймак се нарича още специфичната кремообразна част, образувана при приготвянето на кафе-еспресо, капучино и др.